# Step (オレンジスパイニクラブ×クボタカイの曲)
『Step!!!!!』（ステップ）は、オレンジスパイニクラブとクボタカイが2024年9月4日にワーナーミュージック・ジャパンからリリースした配信シングル。

## 概要
ワーナーミュージック・ジャパンのレーベルメイトであるオレンジスパイニクラブとクボタカイによるコラボ曲。2024年8月5日にリリースが発表された。
オレンジスパイニクラブにとっては、前作『六号線』から約8ヶ月ぶりのシングルで、クボタカイにとっては、前作『アルコール』から約2ヶ月ぶりのシングル。今作は、オレンジスパイニクラブがクボタカイからのオファーに応える形でコラボが決定した。オレンジスパイニクラブにとっては他アーティストとの初コラボ、クボタカイにとってはバンドとの初コラボ作品。
ミュージック・ビデオには、オレンジスパイニクラブとクボタカイのほか、勇元隆史、加藤良行、亜舞琴美、東瑞輝、新井柾輝、竹林和輝、Nae、石田梨乃、立木秀悠、永谷祥千、奥野達也が出演している。監督は加藤マニ。
ジャケット写真は8月26日に公開され、TikTokにて音源が先行配信された。また、FM802「UPBEAT!」で初OAされた。ジャケット写真はゆっきーが撮影、被写体はスズキユウスケとクボタカイ。
リリースに伴い、9月22日に心斎橋ANIMA、9月28日に代官山UNITにて、リリースライブ『Step to the party!!!!!』を開催。

## 収録曲
1. Step!!!!! [4:07]
作詞∶スズキユウスケ・クボタカイ
作曲：スズキナオト
  - 大人の青春を歌ったポップなナンバー[1]。